# When Tilly's Uncle Flirted
When Tilly's Uncle Flirted è un cortometraggio muto del 1911 scritto e diretto da Lewin Fitzhamon.

## Trama
La due ragazzacce, Tilly e Sally, organizzano una serie di scherzi di cui è vittima il loro zio che flirta con la cameriera.

## Produzione
Il film fu prodotto dalla Hepworth.

## Distribuzione
Distribuito dalla Hepworth, il film - un cortometraggio di 137,16 metri - uscì nelle sale cinematografiche britanniche nel marzo 1911.
Si conoscono pochi dati del film che, prodotto dalla Hepworth, fu distrutto nel 1924 dallo stesso produttore, Cecil M. Hepworth. Fallito, in gravissime difficoltà finanziarie, il produttore pensò in questo modo di poter almeno recuperare il nitrato d'argento della pellicola.